# Rahşan Ecevit
Rahşan Ecevit, née Zekiye Rahşan Aral né le 17 décembre 1923 à Bursa et morte le 17 janvier 2020 à Ankara, est une femme politique turque.
Elle est l'épouse de Bülent Ecevit, ancien Premier ministre de Turquie.

## Biographie

### Jeunesse
Elle est née à Bursa, en Turquie, dans une famille originaire de Şebinkarahisar, une ville du nord-est de la province de Giresun. Son père est Namık Zeki Aral et sa mère Zahide Aral. Leur famille est venue de Thessalonique après l'accord d'échange de population en 1920. Rahşan est diplômée du lycée américain Robert College à Istanbul. Elle épouse son camarade de classe Bülent Ecevit en 1946.

### Carrière
À la suite du coup d'État militaire de 1980, dirigé par le général Kenan Evren, son mari est emprisonné et suspendu à vie de la politique active. Le parti de Bülent Ecevit, le Parti républicain du peuple (CHP), est dissous. 
Le 14 novembre 1985, Rahşan fonde un parti social-démocrate de centre-gauche, le Parti de la gauche démocratique (DSP) qu'elle dirige jusqu'à la levée de l'interdiction de l'exercice de la politique de son mari en 1987.
Rahşan Ecevit est vice-présidente du Parti de la gauche démocratique et responsable de son organisation entre 1989 et 2004. Elle est devenue le chef du nouveau Parti populaire de la gauche démocratique (DSHP) le 17 janvier 2010, alors que le DSP semble ne plus avoir de chance de gagner des sièges aux élections. Après l'élection de Kemal Kılıçdaroğlu comme chef du CHP, et qui rompt avec la tendance de droite, elle dissout le DHSP et avec de nombreux membres rejoint le CHP maintenant plutôt social-démocrate. 
Le 5 novembre 2006, elle devient veuve lors de la mort de son mari.

### Mort
Rahşan Ecevit décède le 17 janvier 2020 dans un hôpital d'Ankara, à l'âge de 96 ans.